# La Rixouse
La Rixouse est une commune française située dans le département du Jura, dans la région culturelle et historique de Franche-Comté et la région administrative Bourgogne-Franche-Comté.
Ses habitants sont appelés Rixousiens.

## Géographie

### Accès
La commune dispose d'une gare partagée avec Villard-sur-Bienne, située entre Morez et Saint-Claude sur la ligne d'Andelot-en-Montagne à La Cluse à fort potentiel touristique dû à ses ouvrages d'arts remarquables. Elle est dite "la ligne des hirondelles".

### Hydrographie
La Bienne, le Ruisseau de Croyet et le Ruisseau de Pissevieille traversent la commune.

### Climat
Pour des articles plus généraux, voir Climat de la Bourgogne-Franche-Comté et Climat du département du Jura.
En 2010, le climat de la commune est de type climat de montagne, selon une étude du Centre national de la recherche scientifique s'appuyant sur une série de données couvrant la période 1971-2000. En 2020, Météo-France publie une typologie des climats de la France métropolitaine dans laquelle la commune est exposée à un climat de montagne ou de marges de montagne et est dans la région climatique  Jura, caractérisée par une forte pluviométrie en toutes saisons (1 000 à 1 500 mm/an), des hivers rigoureux et un ensoleillement médiocre. 
Pour la période 1971-2000, la température annuelle moyenne est de 8,8 °C, avec une amplitude thermique annuelle de 17,1 °C. Le cumul annuel moyen de précipitations est de 1 727 mm, avec 12,8 jours de précipitations en janvier et 10,3 jours en juillet. Pour la période 1991-2020, la température moyenne annuelle observée sur la station météorologique de Météo-France la plus proche, « Saint-Claude », sur la commune de Saint-Claude à 9 km à vol d'oiseau, est de 10,3 °C et le cumul annuel moyen de précipitations est de 1 869,2 mm. 
La température maximale relevée sur cette station est de 41 °C, atteinte le 24 juillet 2019 ; la température minimale est de −23,7 °C, atteinte le 12 janvier 1987,,. 
Les paramètres climatiques de la commune ont été estimés pour le milieu du siècle (2041-2070) selon différents scénarios d'émission de gaz à effet de serre à partir des nouvelles projections climatiques de référence DRIAS-2020. Ils sont consultables sur un site dédié publié par Météo-France en novembre 2022.

## Urbanisme

### Typologie
Au 1er janvier 2024, La Rixouse est catégorisée commune rurale à habitat dispersé, selon la nouvelle grille communale de densité à sept niveaux définie par l'Insee en 2022.
Elle est située hors unité urbaine. Par ailleurs la commune fait partie de l'aire d'attraction de Saint-Claude, dont elle est une commune de la couronne,. Cette aire, qui regroupe 18 communes, est catégorisée dans les aires de moins de 50 000 habitants,.

### Occupation des sols
L'occupation des sols de la commune, telle qu'elle ressort de la base de données européenne d’occupation biophysique des sols Corine Land Cover (CLC), est marquée par l'importance des forêts et milieux semi-naturels (67,4 % en 2018), une proportion identique à celle de 1990 (67,4 %). La répartition détaillée en 2018 est la suivante : 
forêts (67,4 %), prairies (24 %), zones humides intérieures (6,3 %), zones urbanisées (1,7 %), zones agricoles hétérogènes (0,6 %). L'évolution de l’occupation des sols de la commune et de ses infrastructures peut être observée sur les différentes représentations cartographiques du territoire : la carte de Cassini (XVIIIe siècle), la carte d'état-major (1820-1866) et les cartes ou photos aériennes de l'IGN pour la période actuelle (1950 à aujourd'hui).

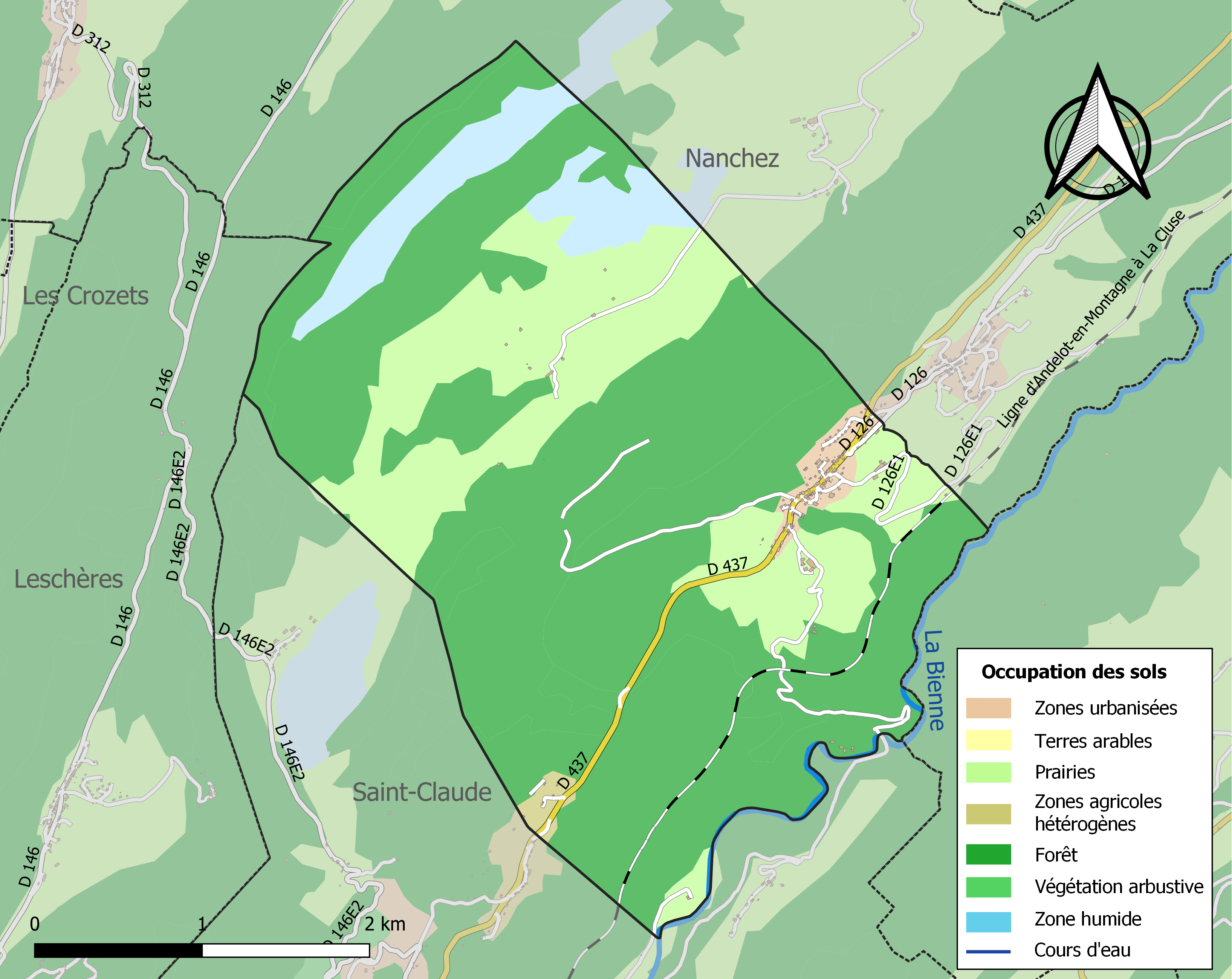
Carte des infrastructures et de l'occupation des sols de la commune en 2018 (CLC).

## Toponymie
On donne au nom de cette commune plusieurs étymologies. La Rixouse pourrait venir du celtique Ricks-House qui veut dire « Maison du chef puissant ». La Rixouse pourrait aussi venir de Raisosa, qui voudrait dire « lieu de repos ». En effet, La Rixouse avait une chapelle qui dépendait de l’abbaye de Saint-Lupicin. Or l’hiver, il était difficile de franchir la montagne pour conduire les morts à Saint-Lupicin. On les « entreposait » dans ce « lieu de repos » à La Rixouse avant de les conduire, au printemps, à Saint-Lupicin.

## Histoire
La Rixouse fait partie du baty de la Grande Cellerie, propriété de l’abbé de Saint-Claude. En 1233, l’abbé Hugues donna à Etienne Mulète, en récompense de ses services, la redevance annuelle de 15 quartaux d’avoine et de froments à prélever sur la Côte de la Rixouse à condition que ce vassal fixe sa résidence sur la terre monastique.
Dans la deuxième moitié du XIVe siècle, Huguette Mulette porta cette redevance en dot à Pierre de Chatillon de Michaille. La famille Chatillon possède cette redevance pendant un siècle et demi. Elle avait le moulin du Pont de la Rixouse et des fermes sur Longchaumois. Elle possédait un château fort bâti à 50 m au sud de l’église actuelle de la Rixouse. Il était ceint de fossés alimentés par un ruisseau qui porte encore le nom de Bief du Château. Le château a disparu sans qu’on sache ni quand ni comment, probablement par incendie avant 1630 ce qui explique la construction de l’église actuelle.
Parmi les sites touristiques il ne faut pas manquer de se rendre à la Roche blanche. D’aspect crayeux, très friable, elle fait environ 170 m de long sur 20 m de hauteur. Elle contient un grand nombre de fossiles. Sur ce site étaient autrefois implantée une forge et une manufacture de pointes. Elle fut transformée en papeterie puis en usine de lunetterie avant de devenir, aujourd’hui encore, une usine électrique.

## Politique et administration

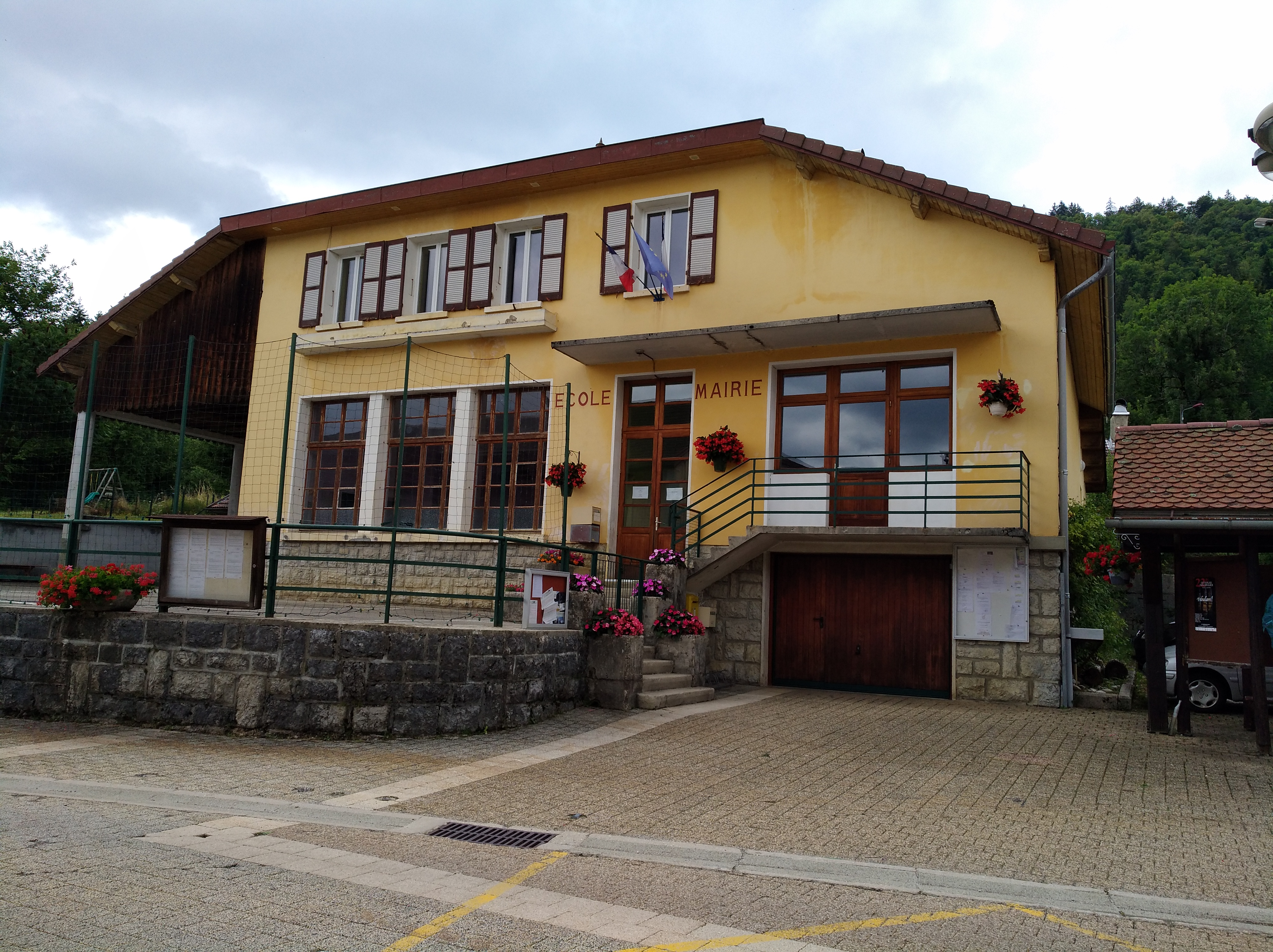
Mairie-école.

| Période   | Période        | Identité          | Étiquette | Qualité          |
| --------- | -------------- | ----------------- | --------- | ---------------- |
|           | mars 2001      | Bernard Sotty     |           |                  |
| mars 2001 | réélue en 2008 | Françoise Crespy  |           |                  |
| mars 2014 | 2020           | Alexandre Stephan | DVG       | Assistant social |
| 2020      | En cours       | Pascal Bonin      |           |                  |

## Démographie
L'évolution du nombre d'habitants est connue à travers les recensements de la population effectués dans la commune depuis 1793. Pour les communes de moins de 10 000 habitants, une enquête de recensement portant sur toute la population est réalisée tous les cinq ans, les populations de référence des années intermédiaires étant quant à elles estimées par interpolation ou extrapolation. Pour la commune, le premier recensement exhaustif entrant dans le cadre du nouveau dispositif a été réalisé en 2007.

En 2022, la commune comptait 187 habitants, en évolution de −2,09 % par rapport à 2016 (Jura : −0,81 %, France hors Mayotte : +2,11 %).
| 1793 | 1800 | 1806 | 1821 | 1831 | 1836 | 1841 | 1846 | 1851 |
| ---- | ---- | ---- | ---- | ---- | ---- | ---- | ---- | ---- |
| 546  | 481  | 581  | 567  | 641  | 689  | 643  | 556  | 534  |

| 1856 | 1861 | 1866 | 1872 | 1876 | 1881 | 1886 | 1891 | 1896 |
| ---- | ---- | ---- | ---- | ---- | ---- | ---- | ---- | ---- |
| 506  | 500  | 495  | 450  | 460  | 422  | 393  | 409  | 348  |

| 1901 | 1906 | 1911 | 1921 | 1926 | 1931 | 1936 | 1946 | 1954 |
| ---- | ---- | ---- | ---- | ---- | ---- | ---- | ---- | ---- |
| 347  | 362  | 435  | 251  | 234  | 191  | 175  | 156  | 176  |

| 1962 | 1968 | 1975 | 1982 | 1990 | 1999 | 2006 | 2007 | 2012 |
| ---- | ---- | ---- | ---- | ---- | ---- | ---- | ---- | ---- |
| 156  | 129  | 107  | 142  | 173  | 215  | 208  | 207  | 193  |

| 2017 | 2022 | - | - | - | - | - | - | - |
| ---- | ---- | - | - | - | - | - | - | - |
| 193  | 187  | - | - | - | - | - | - | - |

## Économie
Aires de production du Bleu de Gex et du Comté (fromage).

## Culture et patrimoine

### Lieux et monuments
- Église Saint-Cyr-et-Sainte-Julitte de La Rixouse, inscrite aux monuments historiques[18].
- mosquée de la Rixouse[19]
- tunnels ferroviaires dits souterrains de Sous la Côte et des Frettes[20].
- viaduc des Rochettes (ferroviaire)[21].
- pont de Roche blanche[22].

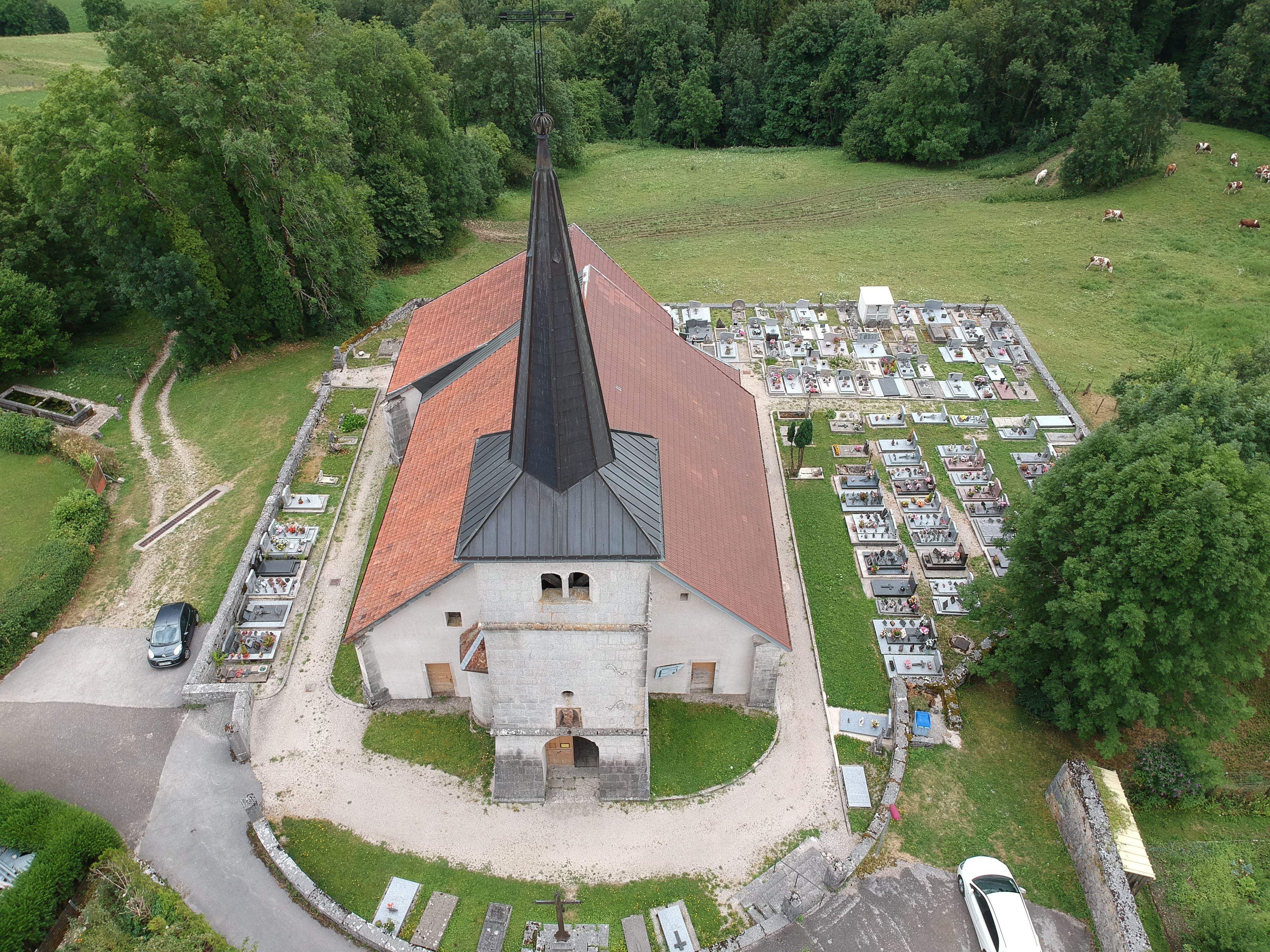
Vue de l'église et du cimetière.
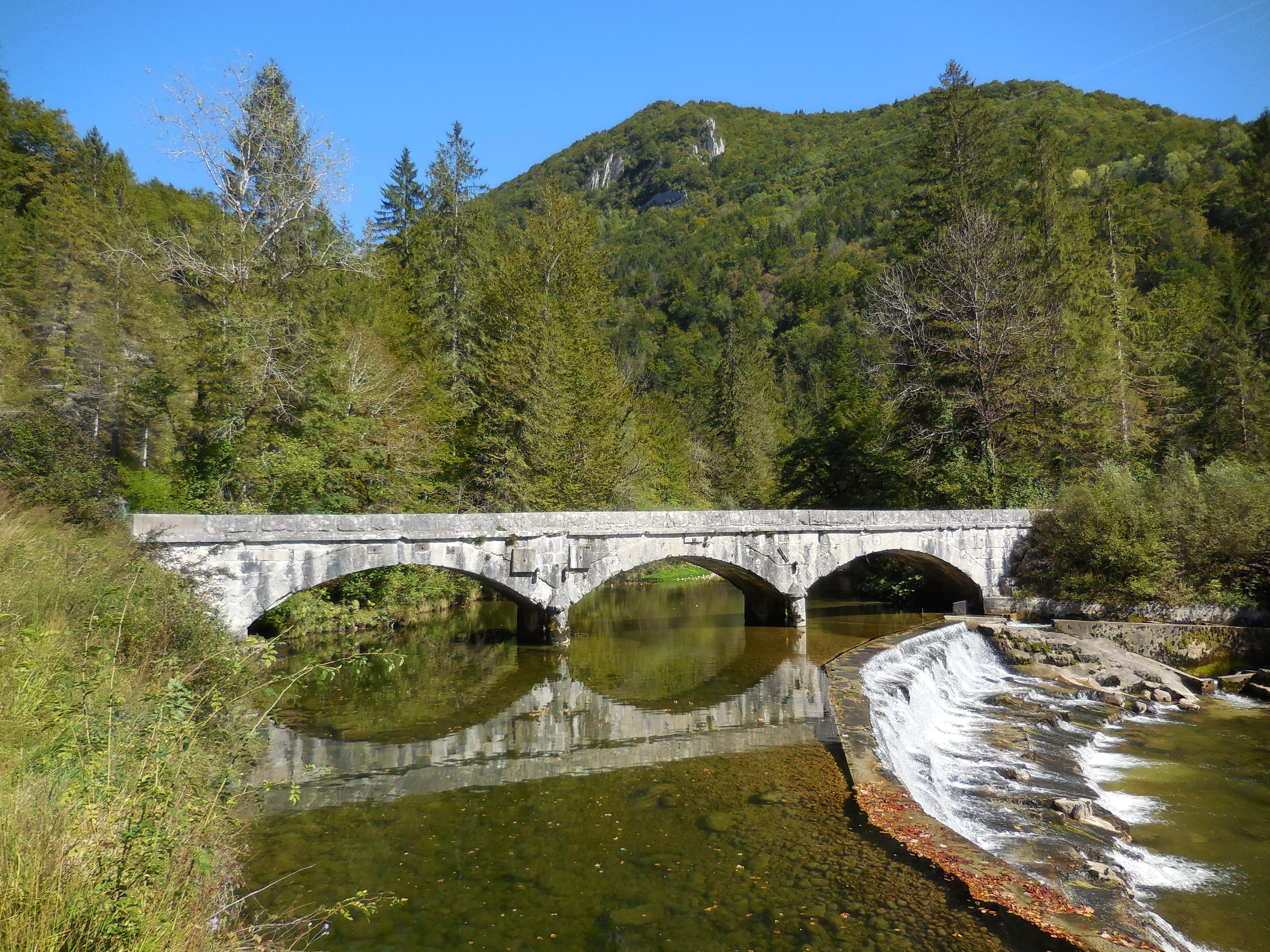
Pont de Roche blanche.
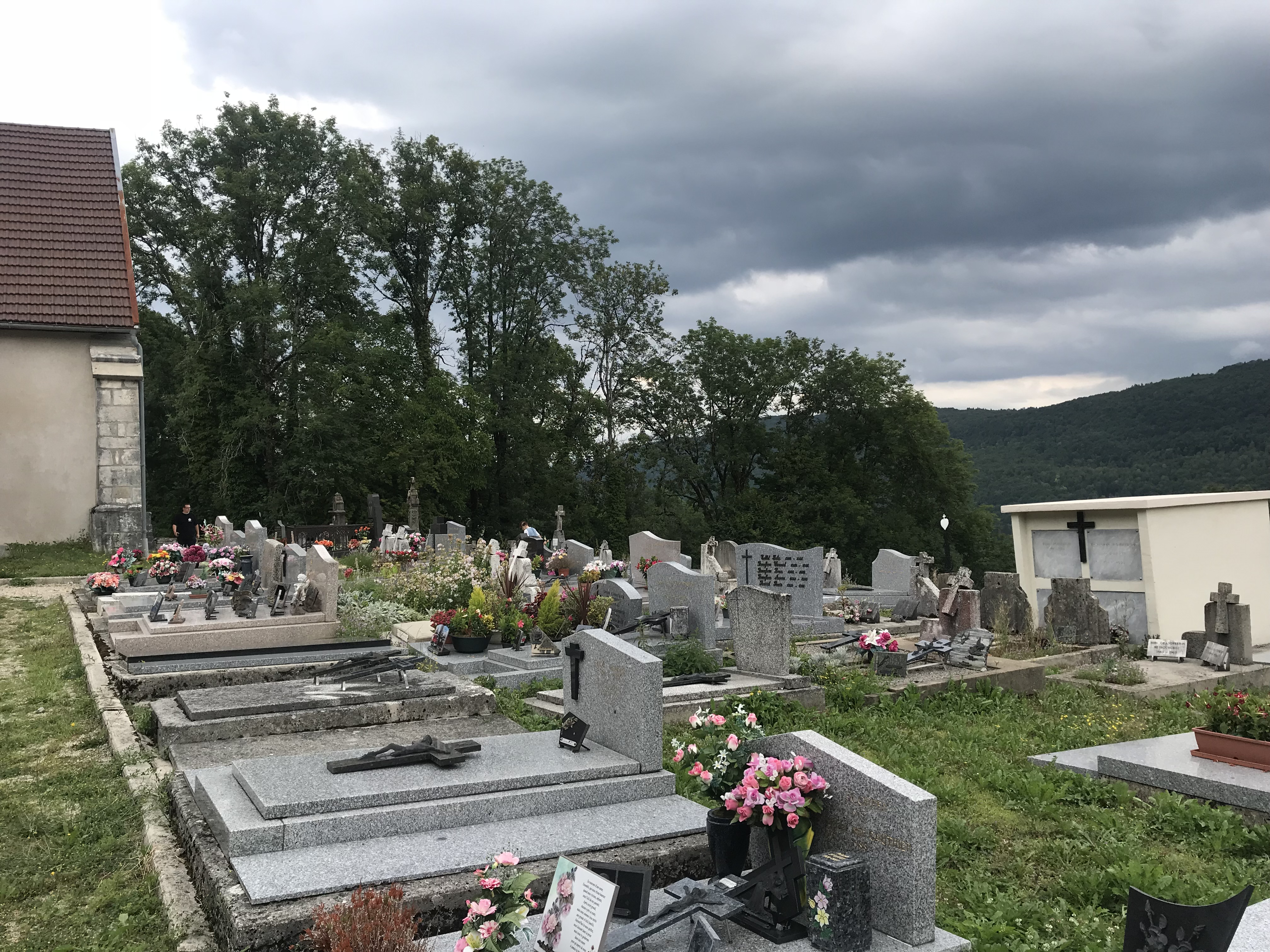
Cimetière de La Rixouse.

### Personnalités liées à la commune
- Denys de La Patellière a tourné une partie du film Le Voyage du père à La Rixouse en 1966.